# Andrew Dalby
Andrew Dalby (nascut el 1947 a Liverpool) és un lingüista anglès, traductor i historiador que ha escrit articles i diversos llibres sobre una àmplia gamma de temes, incloent-hi la història del menjar, l'idioma, els textos clàssics, i la mateixa Viquipèdia.

## Obres publicades
- 1993: South East Asia: a guide to reference material
- 1995: Siren Feasts: a history of food and gastronomy in Greece
- 1996: The Classical Cookbook
- 1998: Cato: On Farming (translation and commentary)
- 1998: Dictionary of Languages
- 1998: Guide to World Language Dictionaries
- 2000: Empire of Pleasures: Luxury and Indulgence in the Roman World
- 2000: Dangerous Tastes: the story of spices
- 2002: Language in Danger; The Loss of Linguistic Diversity and the Threat to Our Future Columbia University 329 pages[1]
- 2003: Flavours of Byzantium
- 2003: Food in the ancient world from A to Z
- 2005: Bacchus: a biography
- 2005: Venus: a biography
- 2006: Rediscovering Homer
- 2009: The World and Wikipedia
- 2009: Cheese: a global history